# 제 영공
제 영공(齊靈公, ? ~ 기원전 554년, 재위 기원전 581년 ~ 기원전 554년)은 중국 춘추 시대 제나라의 제24대 후작이다. 씨명은 여환(呂環)이며, 성은 강(姜)이고, 영공은 시호다.

## 사적

### 패자와의 대립
영공 10년(기원전 572년), 진나라의 공격을 받아 태자 광을 볼모로 바치고 화친을 맺었다.
영공 19년(기원전 563년), 아들 광을 태자로 세우고, 고후를 태자의 스승으로 삼아, 제후들과 회견하여 함께 정나라를 치게 했다.
영공 25년(기원전 557년)에 진나라의 패업에 반기를 들고, 진나라를 성실히 따르는 노나라를 공격하여 두 차례 침입해, 노나라 성읍(삼환 중 맹손씨의 채읍)을 포위했으나 맹유자의 반격을 받고 물러났다.영공 26년(기원전 556년)에 노나라 북쪽 변경을 쳐 자신은 도읍(지금의 원상현 동북쪽에 있음)을 포위하고 고후에게 노나라 권귀인 장손씨의 채읍 방읍(지금의 쓰수이 현 남쪽에 있음)을 포위하게 했으나, 숙량흘 등의 활약으로 방읍에 있던 장흘이 탈출하자 장흘의 동족인 장견을 사로잡은 채로 퇴각했다. 27년(기원전 555년), 노나라 북쪽을 또 쳤다.
제 영공이 거듭 노나라를 치자 진나라는 중군원수 중항언을 대장으로 삼고 송 평공 · 위 상공 · 정 간공 · 조 성공 · 거 여비공 · 주 도공 · 등 성공 · 설백 · 기백 · 소주자와 회합하여 11국 연합군을 일으켜 제나라를 정벌했다. 제 영공은 평음에서 방문(防門)에 해자를 파고 수비했으나, 연합군의 공격을 받아 많은 피해를 입었다. 범선자가 제나라 석문자를 통해 영공에게 슬쩍 노나라와 거나라의 별동대가 제나라로 쳐들어갈 것이라고 전하자 영공은 두려워하였고, 영공은 또 진나라 군세를 보러 갔다가 진나라가 펼친 허장성세에 겁을 집어먹고 서울 임치로 달아났다. 진나라는 제나라 군대를 추격하려고 했으나 노나라와 위나라의 부탁으로 제나라의 요새를 공략하여 경자 · 시를 공략하였으나 노에서는 이기지 못했다. 연합군은 바로 임치성을 포위하여 각각 서로 용맹을 뽐내었다. 영공은 두려워하여 우당으로 달아나려 했으나, 태자 광과 곽영이 만류하고 억지로 가지 못하게 하여 달아나지는 않았다. 연합군은 제나라 경내를 휩쓸다가 초나라가 연합군의 일원인 정나라를 공격하였으므로 퇴각했다. 그러나 영공 28년(기원전 554년)에 위나라 손림보가 진나라 난방과 함께 제나라를 토벌했다.

### 내나라 멸망
영공 11년(기원전 571년), 내(萊)나라를 공격해 내나라의 뇌물을 받고 퇴각했다. 이해 노나라로 시집간 제나라의 공녀가 죽어 장사를 지냈는데, 내나라 공실이 강성(姜姓)으로 제나라와 동성이기 때문에 내자(萊子: 내나라 자작)를 불렀으나 오지 않아 안약으로 동양(지금의 린추 현에 있음)에 성을 쌓아 내나라를 핍박하게 했다. 영공 14년(기원전 568년)에 안약이 동양에서 내나라를 포위하였고, 영공 15년(기원전 567년) 3월, 내나라에서 왕추, 정여자가 당읍(지금의 핑두 시) 사람들을 거느리고 제나라 군대를 공격했으나 제나라는 이들을 대패시켰다. 내공공은 당으로 달아났다. 4월에 진무우가 내나라 종묘의 기물들을 취해, 내나라를 쳤으나 뜻을 이루지 못한 선군 제 혜공의 종묘에 바쳤다. 안약은 내공공이 도망간 당을 7달간 포위하여, 11월에 격멸하고 내나라 유민들을 예나라로 옮겼다. 고후와 최저가 내나라 토지를 획정했다. 내나라는 이전에 뇌물을 먹여 제나라의 침입을 물린 모책에 의존했기 때문에 망했다.

### 후계 문제
영공은 노나라 공녀 안의희를 부인으로 들였으나 아들을 보지 못했고, 안의희의 조카 종성희가 태자 광(훗날의 제 장공)을 낳았다. 영공의 첩 중에 중자와 융자가 있었는데, 융자는 영공의 총애를 받았다. 중자가 공자 아를 낳아 융자에게 맡겼다. 융자는 영공에게 공자 아를 태자로 세우도록 청했다. 중자는 이를 반대했으나, 영공은 결국 태자 광을 폐하고 아를 태자로 세워 고후로 그 스승을 삼았다.
영공 28년(기원전 554년), 영공이 병이 들자, 최저가 옛 태자 광을 모셔와 도로 태자로 세웠고, 광은 융자를 죽였다. 5월, 영공이 죽자 장공이 즉위했고 공자 아 일당을 제거했다.

## 가정
- 제 경공 (아버지)
  - 제 영공
    - 제 장공 (아들)
    - 공자 아
    - 제 경공